# Milenko Ačimovič
Pour les articles homonymes, voir Acimovic.
Milenko Ačimovič est un footballeur international slovène d'origine serbe, né le 15 février 1977 à Ljubljana dont le poste de prédilection était milieu offensif axial.

## Biographie
Formé au Železničar Ljubljana, il rejoint en 1996 l'Olimpija Ljubljana, puis deux ans plus tard l'Étoile rouge de Belgrade. Le 22 avril 1998, il fête sa première sélection avec la Slovénie face à la République tchèque (défaite 1-3). 
En 1999, il est l'un des acteurs qui qualifie pour la première fois la Slovénie à une compétition internationale, l'Euro 2000, contre l'Ukraine en barrages (2-1 ; 1-1). Convoqué pour disputer la Coupe du monde 2002, il inscrit un but lors du dernier match de poules face au Paraguay. 
Transféré en 2002-2003 à Tottenham, il ne parvient pas à s'imposer chez les "Spurs".
C'est pourquoi il rejoint Lille lors du marché des transferts hivernal de la saison 2003-2004 pour aider le club lillois alors en difficulté sportive et proche de la zone des relégables. Il y réalise une très bonne fin de saison et contribue à la bonne période du club qui se qualifie pour la Ligue des champions. En septembre 2006, il quitte Lille pour Al-Ittihad après deux saisons et demie dans le nord de la France. De nombreux supporters lillois sont fort déçus de son départ. Lui qui a, par sa technique, éblouit à multiples reprises le public des dogues, notamment lors de la victoire historique (1-0) de ces derniers face à Manchester United en Ligue des champions durant lequel il inscrivit le but victorieux. Malheureusement une fracture de la jambe contre Sochaux en avril 2006 ne lui permet pas de rejouer avec le LOSC.
Après avoir passé seulement quatre mois en Arabie saoudite, Milenko signe un contrat de six mois avec l'Austria Vienne. Il annonce la fin de sa carrière sur son site internet en septembre 2010.
Sa sœur est mariée avec le milieu de l'Inter Milan, Dejan Stanković.

## Carrière

### Clubs
| Saison        | Club                     | Pays            | Championnat    | Championnat | Championnat | Championnat  | Championnat  | Europe   | Europe | Europe |
| Saison        | Club                     | Pays            | Division       | Matchs      | Buts        | Cartons      | Cartons      | Coupe    | Matchs | Buts   |
| ------------- | ------------------------ | --------------- | -------------- | ----------- | ----------- | ------------ | ------------ | -------- | ------ | ------ |
| Saison        | Club                     | Pays            | Division       | Matchs      | Buts        | Carton jaune | Carton rouge | Coupe    | Matchs | Buts   |
| 1996−jan 1998 | Olimpija Ljubljana       | Slovénie        | Championnat    | 36          | 7           | ?            | ?            | C2       | 4      | 0      |
| jan 1998−2002 | Étoile rouge de Belgrade | RF Yougoslavie  | Championnat    | 102         | 34          | ?            | ?            | C1-C3    | 24     | 6      |
| 2002−déc 2003 | Tottenham Hotspur        | Angleterre      | Premier League | 17          | 0           | ?            | ?            | /        | -      | -      |
| jan 2004−2006 | Lille OSC                | France          | Ligue 1        | 47          | 12          | ?            | ?            | C1-C3-CI | 18     | 5      |
| 2006−2007     | Al Ittihad Djeddah       | Arabie saoudite | Championnat    | ?           | ?           | ?            | ?            | /        | -      | -      |
| 2007−2010     | Austria Vienne           | Autriche        | Championnat    | 101         | 30          | 10           | 3            | C3       | 22     | 5      |

Transféré à l'Étoile rouge de Belgrade en janvier 1998.
Transféré au Lille OSC en janvier 2004.
Transféré à l'Austria Vienne en janvier 2007.

### International
Il annonce le 20 août 2007 qu'il met un terme à sa carrière internationale.
Il compte finalement 74 sélections et 13 buts.
Il participe à la phase finale de l'Euro 2000 et à celle de la coupe du monde 2002.
1re sélection A : (Sobota) Slovénie (1-3) Rép tchèque : le 22/04/1998.

## Palmarès
Étoile rouge de Belgrade
- Champion de Yougoslavie en 2000 et 2001.
- Vainqueur de la Coupe de Yougoslavie en 1999, 2000 et 2002.

 Lille OSC
- Vice-champion de France en 2004-2005.
- Vainqueur de la Coupe Intertoto en 2004.

 Austria Vienne
- Vainqueur de la Coupe d'Autriche en 2007 et 2009.